# معاملة المثليين في بوركينا فاسو
يواجه الأشخاص من المثليين والمثليات ومزدوجي التوجه الجنسي والمتحولين جنسياً (اختصاراً: LGBT) في بوركينا فاسو تحديات قانونية واجتماعية لا يواجهها غيرهم من المغايرين جنسيا. يعتبر النشاط الجنسي بين الرجال وبين النساء قانونيا في بوركينا فاسو، ولكن يواجه الأشخاص من مجتمع المثليين وصمة عار بين السكان. كما أن المنازل التي يعيش فيها الشركاء المثليون غير مؤهلة للحصول على نفس الحماية القانونية المتاحة للأزواج المغايرين، مع وجود عدة تقارير تتحدث عن مستوى عالي من التمييز والانتهاكات ضد مجتمع المثليين.

## قانونية النشاط الجنسي المثلي
يعتبر كل من النشاط الجنسي المثلي بين الرجال وبين الإناث قانونياً في بوركينا فاسو. يعتبر السن القانوني للنشاط الجنسي متساوي بغض النظر عن الجنس منذ عام 1996.

## الاعتراف القانوني بالعلاقات المثلية
يحظر دستور بوركينا فاسو زواج المثليين ويُعرف الزواج على أنه: «اتحاد بين رجل وامرأة». حيث ينص الدستور على:

«الأسرة هي الوحدة الأساسية للمجتمع. واجب الدولة حمايتها. يقوم الزواج على الموافقة الحرة بين رجل وامرأة. أي تمييز على أساس العرق أو اللون أو الدين أو الأثنية أو الطائفة أو الأصل الاجتماعي أو الثروة ممنوع في الزواج. الأطفال متساوون في الحقوق والواجبات في العلاقات الأسرية. للأهل الحق الطبيعي والواجب لتنشئة وتعليم أطفالهم، وهم مدينون لهم بالاحترام والمساعدة».

## التبني وتنظيم الأسرة
وفقاً لوزارة الخارجية الأمريكية فإنه: «يمكن للأزواج المغايرين من المتزوجين والشركاء والذين تزوجوا منذ خمس سنوات على الأقل أن يتبنوا طفلاً. تقريباً، لم تُقبل أي طلبات من العزّاب لتبني أطفال في بوركينا فاسو.»

## ظروف الحياة
ورد في تقرير حقوق الإنسان الصادر عن وزارة الخارجية الأمريكية لعام 2011 أن:

لا يميز القانون على أساس التوجه الجنسي في التوظيف والعمل والإسكان وانعدام الجنسية، أو الحصول على التعليم أو الرعاية الصحية. ومع ذلك، لا يزال التمييز المجتمعي على أساس التوجه الجنسي والهوية الجندرية يشكل مشكلة. المعتقدات الدينية والتقليدية لا تقبل المثلية الجنسية، وقد وردت تقارير بأن الأشخاص من المثليين والمثليات ومزدوجي التوجه الجنسي والمتحولين جنسياً كانوا ضحايا لإساءة لفظية وجسدية بين الحين والأخر. لم يكن هناك تقارير تفيد بأن الحكومة استجابت للعنف المجتمعي والتمييز ضد هؤلاء الأشخاص. ليس لمنظمات المثليين والمثليات ومزدوجي التوجه الجنسي والمتحولين جنسياً أي وجود قانوني في البلاد ولكنها موجودة بشكل غير رسمي. لم ترد أي تقارير عن عنف من قبل الحكومة أو عنف اجتماعي ضد هذه المنظمات.

## ملخص
| قانونية النشاط الجنسي المثلي                                                                  | (كان دوما قانونيا)                  |
| المساواة في السن القانوني للنشاط الجنسي                                                       | (منذ عام 1996)                      |
| قوانين مكافحة التمييز في التوظيف                                                              | No                                  |
| قوانين مكافحة التمييز في توفير السلع والخدمات                                                 | No                                  |
| قوانين مكافحة التمييز في جميع المجالات الأخرى (تتضمن التمييز غير المباشر، خطاب الكراهية)      | No                                  |
| قوانين مكافحة أشكال التمييز المعنية بالهوية الجندرية                                          | No                                  |
| زواج المثليين                                                                                 | (حظر دستوري منذ عام 1991)           |
| الاعتراف القانوني بالعلاقات المثلية                                                           | No                                  |
| تبني أحد الشريكين للطفل البيولوجي للشريك الآخر                                                | No                                  |
| التبني المشترك للأزواج المثليين                                                               | No                                  |
| يسمح للمثليين والمثليات ومزدوجي التوجه الجنسي والمتحولين جنسيا بالخدمة علناً في القوات المسلحة | No                                  |
| الحق بتغيير الجنس القانوني                                                                    | No                                  |
| علاج التحويل محظور على القاصرين                                                               | No                                  |
| الحصول على أطفال أنابيب للمثليات                                                              | No                                  |
| الأمومة التلقائية للطفل بعد الولادة                                                           | No                                  |
| تأجير الأرحام التجاري للأزواج المثليين من الذكور                                              | (غير قانوني للأزواج المغايرين كذلك) |
| السماح للرجال الذين مارسوا الجنس الشرجي التبرع بالدم                                          | No                                  |